# VH1
VH1 (Video Hits One) — американский телеканал, базирующийся в Нью-Йорке и принадлежащий Paramount Global. Он был создан компанией Warner-Amex Satellite Entertainment, в то время подразделением Warner Communications и первоначальным владельцем MTV, и запущен 1 января 1985 года в бывшем помещении недолговечного кабельного музыкального канала Turner Broadcasting System.
Телеканал был создан на волне успеха MTV, хотя программирование отличалось: VH1 транслировал видео, ориентированные на аудиторию постарше, чем аудитория MTV. В более позднее время, VH1 сократил долю музыкального контента в эфире, в пользу реалити-шоу о музыкантах и знаменитостях, а также передач, ориентированных на афроамериканскую аудиторию. Самыми известными шоу канала являются «По ту сторону музыки», «Я люблю…», блок Celebreality, «Любовь и хип-хоп».
Примерно 90,2 миллиона домохозяйств США имели возможность смотреть VH1 по состоянию на январь 2016 года.